# العتبة العلوية
العتبة العلوية المقدسة أو الروضة الحيدرية أو ضريح الإمام علي أو حضرة علي هو مرقد ديني ومسجد يقع في مدينة النجف في العراق، وهو من الأماكن المقدسة عند المسلمين الشيعة، إذ تذكر العديد من المصادر وغالبيتها تعود للمؤرخين الشيعة أنه تم تشيّيده على قبر الإمام علي بن أبي طالب ابن عم الرسول محمد وصهره، من آل بيته، وأحد أصحابه، هو رابع الخلفاء الراشدين عند السنة وأحد العشرة المبشرين بالجنة وأوّل الأئمّة عند الشيعة. جُدد المرقد عدة مرات وفي مراحل مختلفة، ولاحقاً أُعيد تذهيب القبة التي تعلوه وأضيف صحن جديد بإسم صحن فاطمة الزهراء. أُلحق بالمرقد مكتبة الروضة الحيدرية التي تضم العديد من النفائس والمخطوطات الأثرية.

## التاريخ

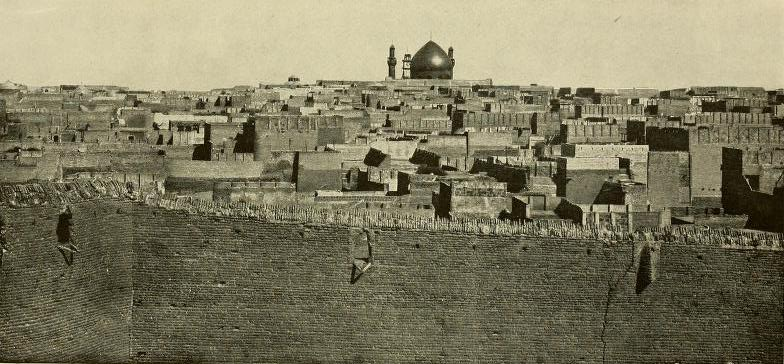
مرقد الإمام علي في سنة 1914م

### مراحل البناء

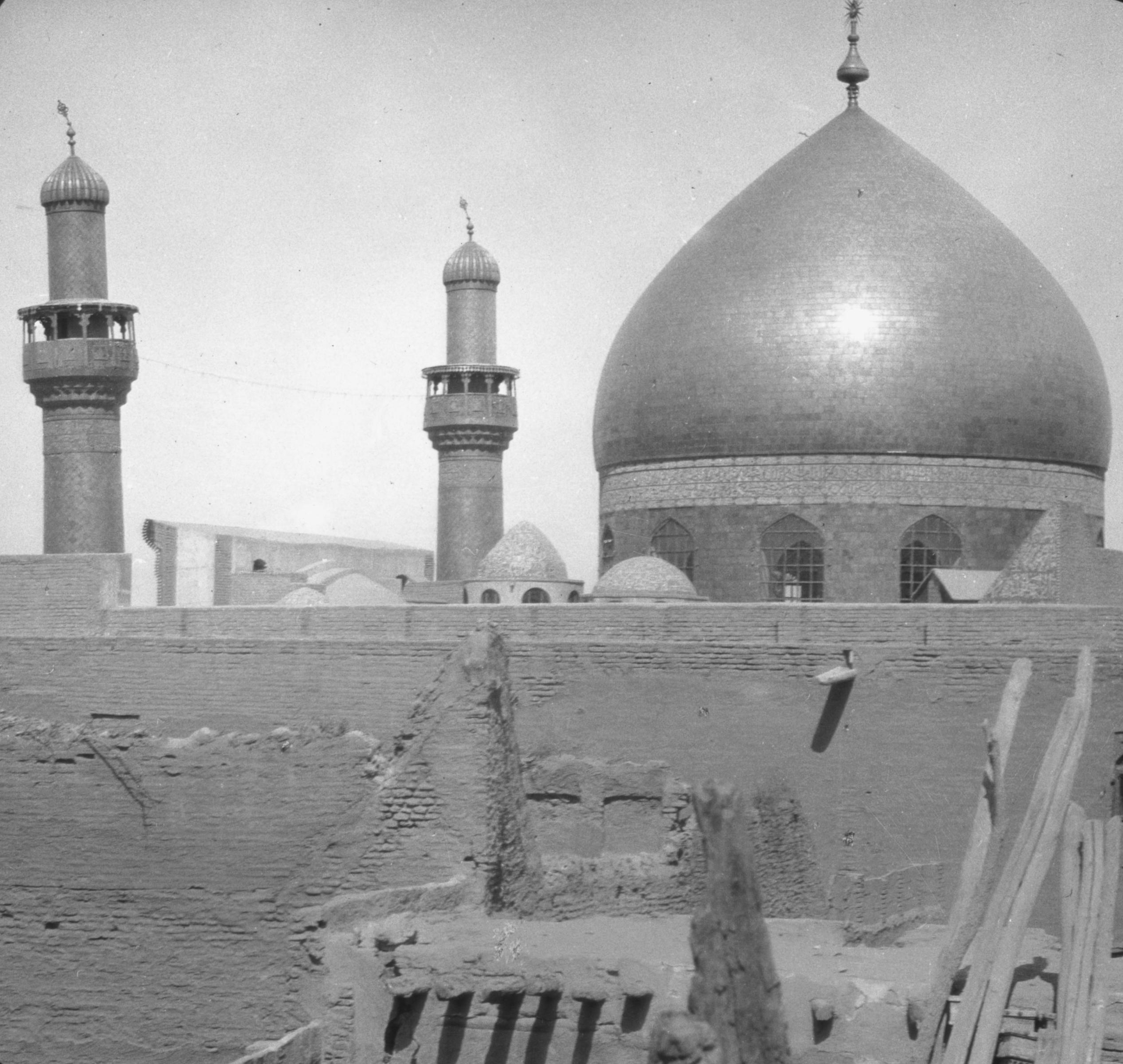
ضريح الإمام علي عام 1932م

- مع زوال الأمويين وظهور قبر الإمام وضع داود بن علي العباسي (ت 133 هـ) على قبر الإمام صندوقا خشبيا، ولكن بعد استقرار العباسيين وبسبب خلافهم مع العلويين أزيل الصندوق.[2]
- بنى هارون الرشيد على القبر قبة وجعل لها أربعة أبواب وكانت هذه العمارة سنة 155 للهجرة، أو سنة 170 للهجرة.[3]
- أعاد محمد بن زيد الداعي بناء حرم الإمام علي بعد أن هدمه المتوكل العباسي (ت 247 هـ).[4]
- جدد أمير الحاج عمر بن يحيى بن حسين النسابة، نقيب الطالبيين في الكوفة بناء الروضة العلوية سنة 330 للهجرة، ومن ماله الخاص بنى قبة عليه.[5]
- أعاد عضد الدولة الديلمي (ت: 372 هـ) بناء الحرم بشكل فريد، وبقي المبنى لغاية سنة 753هـ حيث احترق في هذه السنة.[6]
- في سنة 760هـ جدد بناء المرقد، ويُنسب هذا البناء للملوك الإيلخانيين، كما جدد الملك عباس الأول القبة والصحن بعد ذلك.[7]
- بعد ذلك وسّع الحرم الملك صفي الصفوي.[8]
- لغاية سنة 1279هـ كان ما تبقى من الروضة العلوية هو ما بناه الملك عباس الصفوي وبتصميم من الشيخ البهائي.[9]
- نادر شاه الأفشاري ذهّب الإيوان ومنارتي الحرم الشريف، وهذا التذهيب باق ليومنا هذا.[10]
- مع ذكرى الميلاد النبوي في 17 ديسمبر 2016م أزيح الستار عن القبة بتذهيب جديد.[11]

### طلاء القبة
شيد المرقد وبني في عهد الخليفة هارون الرشيد وكان له قبة حمراء، ثم جدد بناؤها في عهد داعي الصغير وهو من أمراء طبرستان ومن أحفاد زيد بن علي بن حسين مع قبة بيضاء، ثم خضر قبته في عهد الدولة الصفوية وفي العهد الأخير سنة 327 هجري جدد بناؤها من قبل عضد الدولة ديلمي من أمراء آل بويه بإيران وعمارتها باقية إلى الوقت الحاضر ثم طلى قبتها بالذهب نادر شاه من الأمراء الأفشارية من إيران.

## الإعمار

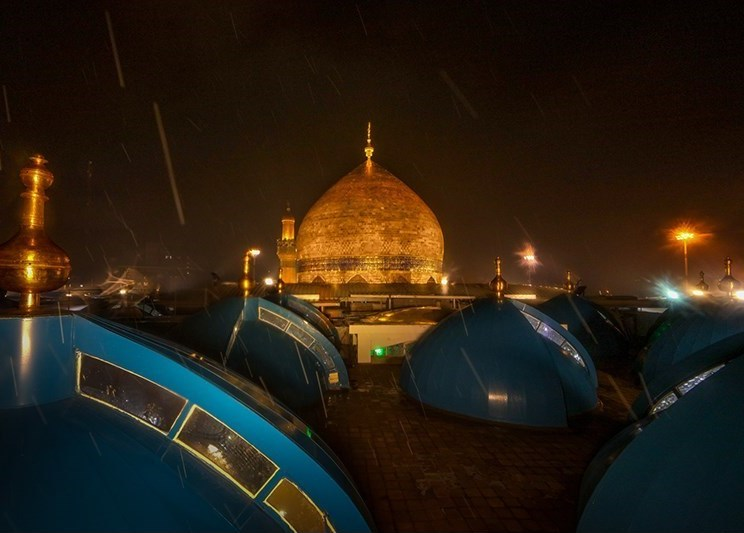
القبة الذهبية لضريح الإمام علي

يقع القبر المنسوب لعلي بن أبي طالب وسط صحن كبير مستطيل الشكل ويتقوم من طبقتين يبلغ ارتفاعهما حوالي 35 متراً، ويبلغ طول هذا الصحن 82 متراً وعرضه 77 متراً وفي كل ضلع من هذه الأضلاع 14 إيواناً، وفي كل إيوان غرفة تحتوي على قبر لشخصيات مقدسة عند الشيعة.
وفي الطبقة الثانية عدد من الأواوين والغرف بعدد الأواوين والغرف الموجودة في الطبقة السفلى. والصحن مفروش بالرخام الأبيض وله خمسة أبواب. وجدرانه مغشاة بالآجر القاشاني الملوّن، وعلى حواشي الجدران العليا يوجد آيات قرآنية مخططة ومكتوبة بأحرف عربية متداخلة.
ويلي هذا الصحن من جهة الشرق إيوان واسع كبير، يبلغ ارتفاعه قراب أربعين متراً، كما يبلغ طوله 45 متراً، وهو مسقف، ومغشى بقطع الذهب، وفي ركنيه مئذنتان مرتفعتان مطليتان بالذهب، ومن هذا الرواق يدخل إلى الرواق الكلي المسقف، وجدران هذا الرواق مغشاة بقطع المرايا ذات الأشكال الهندسية، وله أربعة أبواب متقابلة، أحدهما الباب الكبير والثاني باب المراد، والآخران يسميان باب الرحمة.
ويلي كل ما تقدم الحضرة، وجدران الحضرة مغشاة بالفسيفساء والرخام الإيطالي قطع المرايا، وأرضها مفروشة بالرخام الأزرق وفيها أربعة أبواب من الفضة وخامسة من البرنز.
ويتوسط هذه الحضرة المرقد الغروي يحيط به مشبكان أحدهما من الفضة وهو الخارجي والآخر من الحديد الفولاذي وهو الداخلي، وتعلو المشبك الأول كتابات من القرآن مع أبيات من الشعر لابن أبي الحديد. ويتوسط المشبك الحديدي الداخلي مصطبة من الخشب المرصّع بالعاج والمنقوش عليه بعض الآيات القرآنية، وتحتها قبر مشيد.
وتعلو الحضرة قبة مطلية بالذهب، ويعتقد ان عدد القباب التي شيّدت على قبر الأمير بلغت تسع قباب، أولها قبة الرشيد والثامنة التي كانت تعلو الضريح لغاية بداية القرن العشرين عندما طلاها نادر شاه بالذهب في سنة 1156 هـ وآخرها شيدت عام 2016 من خلال التذهيب الجديد للقبة.

### توسعة الموقع
في السنوات الأخيرة بدأت حملة إعمار واسعة في العتبة العلوية، فبُني صحن كبير باسم صحن فاطمة ومع هذه التوسعات ستصبح المساحة للحرم العلوي 140 ألف متر مربع.

## المكانة الدينية
باعتباره موقع دفن ثاني أهم شخصية للشيعة يعتبر الضريح من قبل جميع الشيعة رابع أقدس موقع إسلامي ذكرت صحيفة بوسطن غلوب أن "النجف هي رابع أقدس مدينة بعد مكة والمدينة في المملكة العربية السعودية والمسجد الأقصى في فلسطين بالنسبة للمسلمين الشيعة".
يزور الموقع سنويًا ما لا يقل عن 8 ملايين شخص، يعتقد الكثير من الشيعة أن علي بن أبي طالب لم يريد ان يعرف أعداؤه مكان قبره، فطلب من صحابته دفنه سراً. ويعتقد أن الإمام الصادق كشف عن مكان القبر الحقيقي للإمام علي في وقت ما خلال الخلافة العباسية . يعتقد الشيعة أن علي بن أبي طالب دفن فيما يعرف الآن بمدينة النجف.

وروي حسب معتقد الشيعة عن الإمام الصادق أن مسجد الإمام علي هو ثالث أقدس المواقع الإسلامية: مكة المكرمة والمدينة المنورة ومسجد الإمام علي بالنجف وضريح الإمام الحسين بكربلاء وضريح ابنته فاطمة في قم. وفي رواية أخرى منسوبة إلى جعفر الصادق سادس أئمة الشيعة أن موقع الضريح واحد من "خمسة أماكن مقدسة تحظى باحترام وتقديس كبيرين

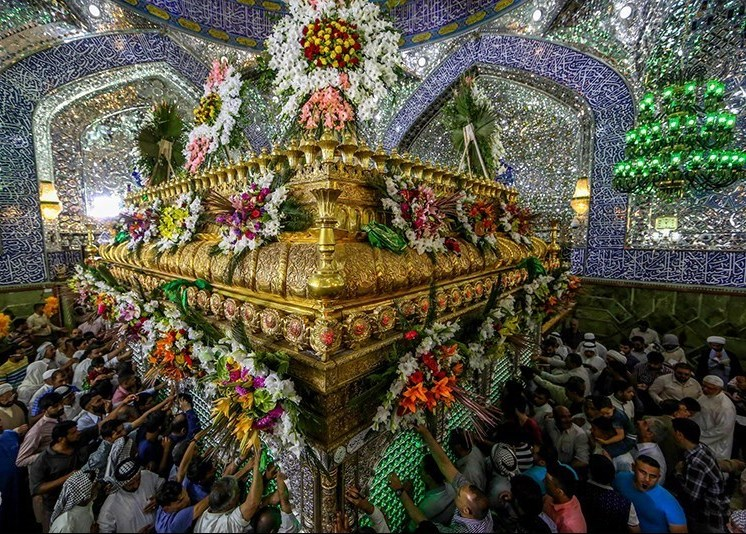
زيارة الضريح

## معرض صور

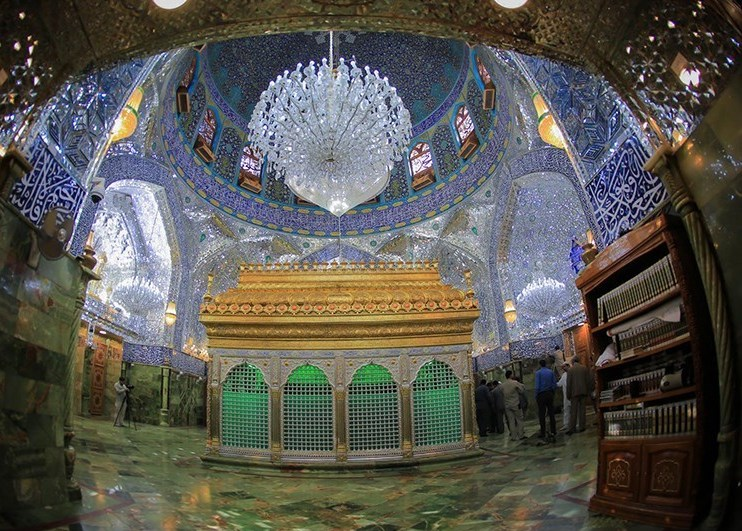
صورة للضريح
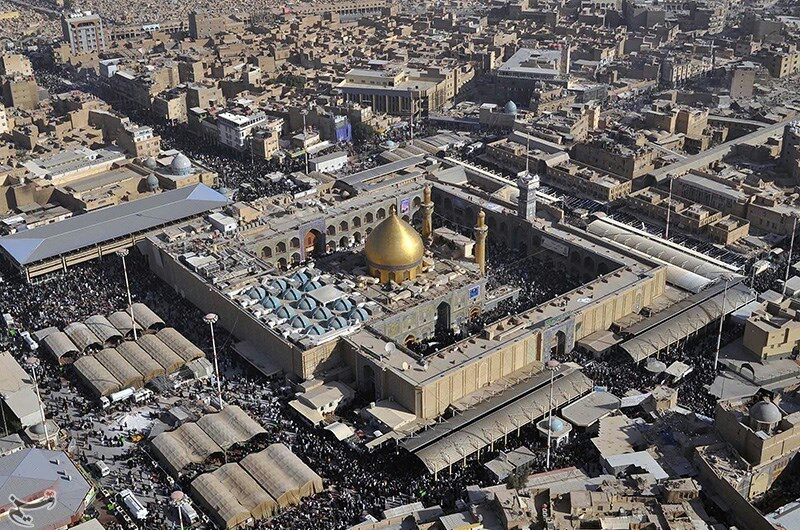
صورة من أعلى الضريح
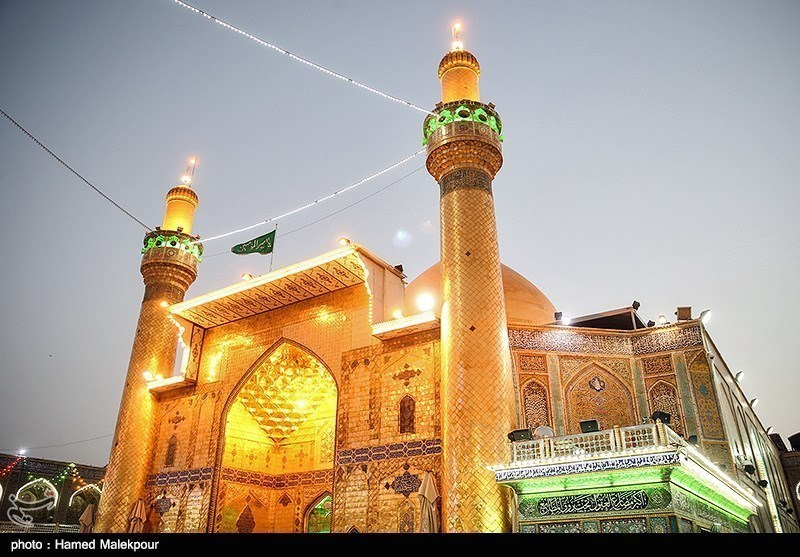
صورة للمرقد عام 2014
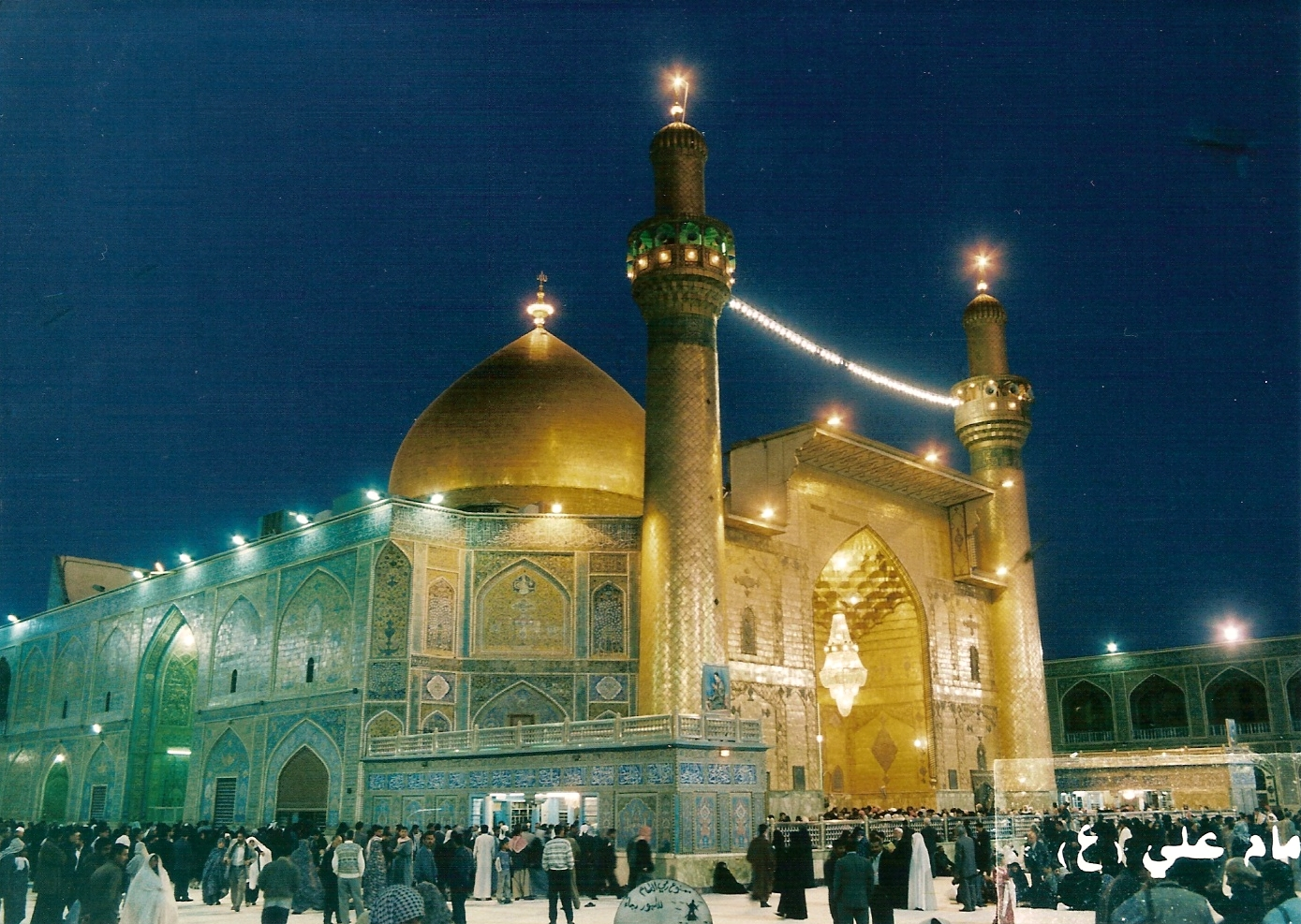
روضة الإمام علي (قبل التجديدات في 2008).
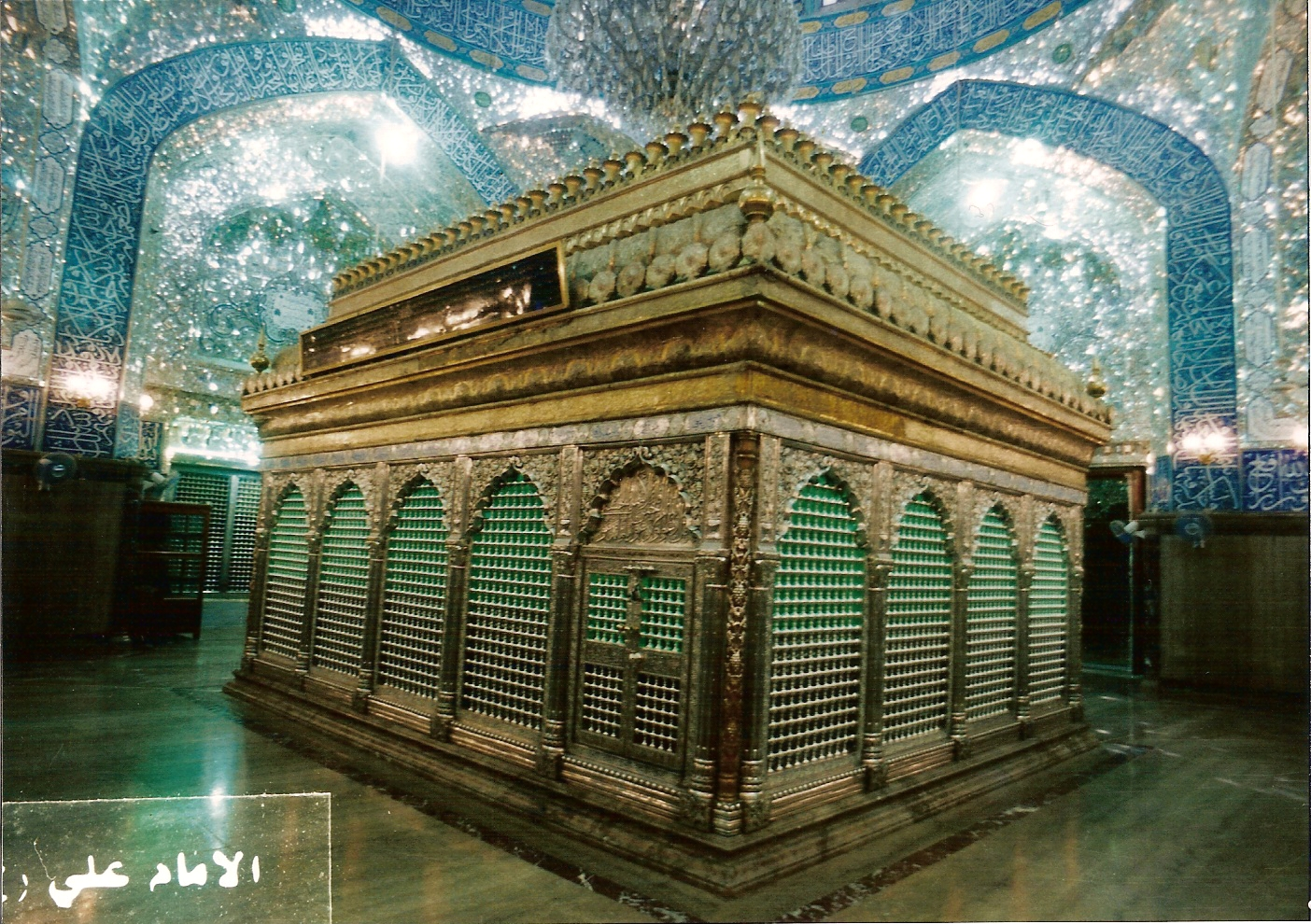
صورة للروضة من الداخل.
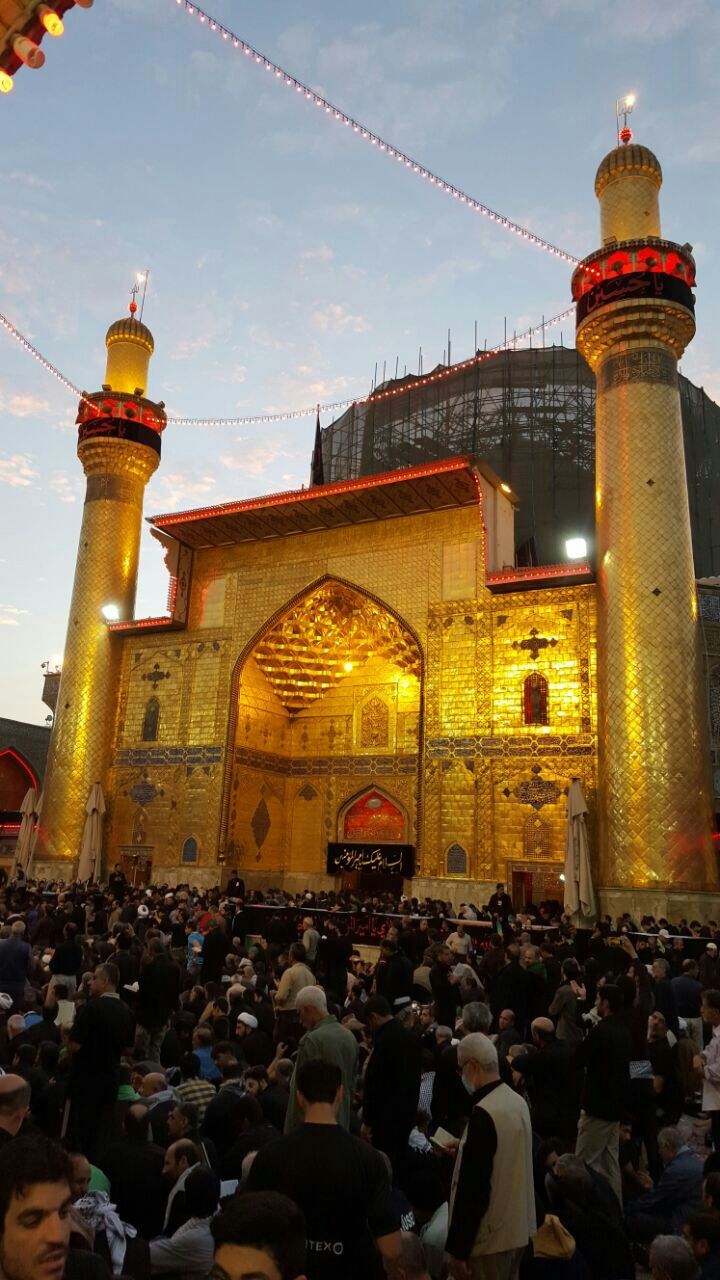
الروضة الحيدرية
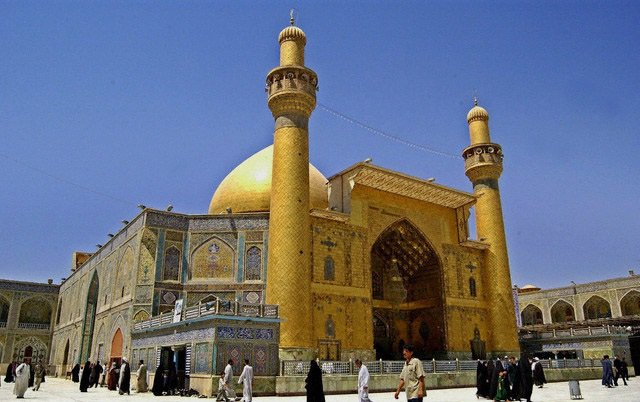
الروضة
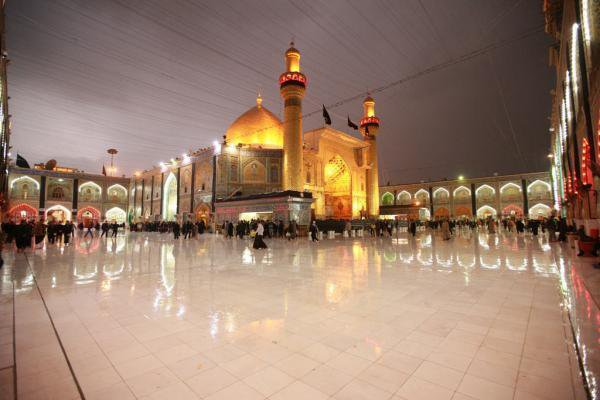
الروضة
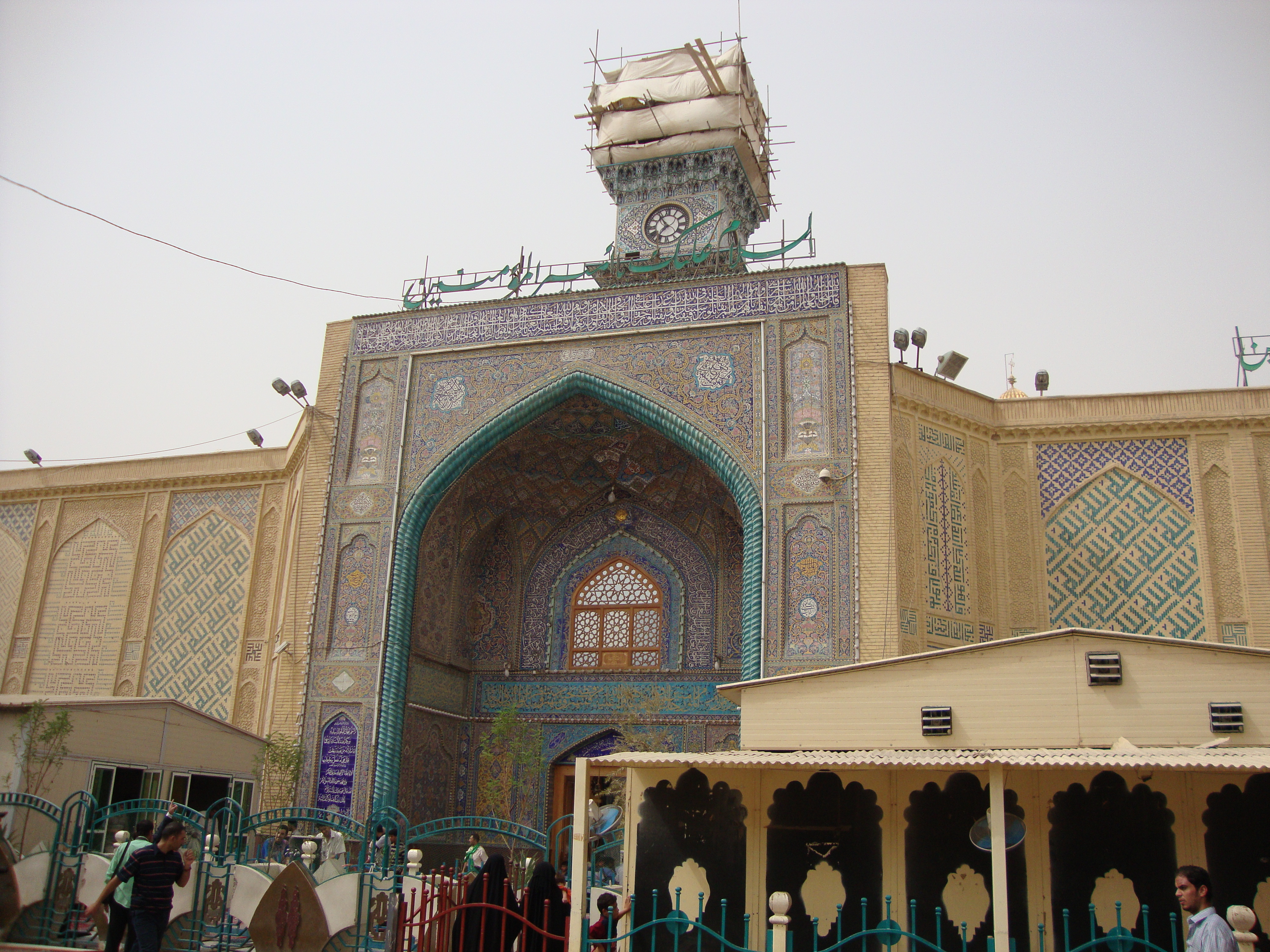
الروضة
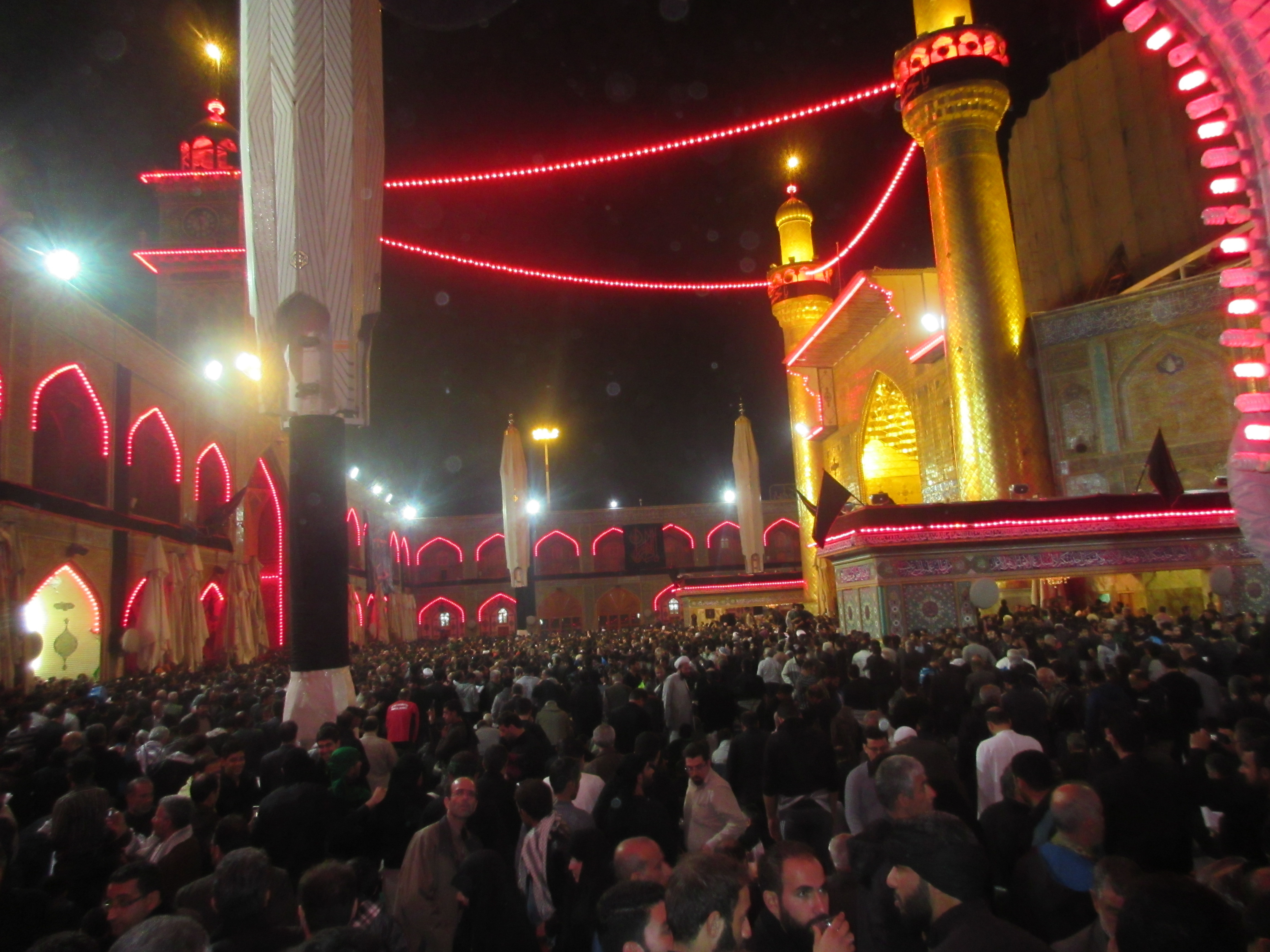
الصحن العلوي.

## وصلات داخلية
- العتبة الحسينية
- العتبة العباسية
- العتبة الرضوية
- ضريح كميل بن زياد
- مرقد الإمام القاسم
- مكتبة الروضة الحيدرية